# Аврамске религије
Аврамске религије (или абрахамске религије) је збирни појам за монотеистичке религије које вуку порекло из заједничке традиције „праоца” Аврама (или Абрахама).
Ове религије чине велику групу која укључује јудаизам, хришћанство и ислам и чији је број следбеника негде око половине светског становништва. Поред јудаизма, хришћанства и ислама, бројне друге религије са монотеистичком традицијом се често сматрају аврамским религијама. Обично се ту убрајају бахаи вера, Друзи, мандаизам, сикизам и растафаријанизам.
Све ове религије сматрају за битан део сопственог религијског идентитета откровење и савез јединог истинског Бога са Аврамом. Све аврамске религије сматрају да је од момента јављања Авраму обновљен монотеизам који је наређен човеку, а који су људи, због грехова, претворили у политеизам те да је управо њихова вера наставак Аврамовог пута. У Старом завету, који је заједнички хришћанима, Јеврејима и Муслиманима, о овоме се говори у 1 Мој. 12 и 14, у Новом завету у Рим. 4 и 8, Гал. 4 и Јевр. 11, а у Курану у сурама 3, 14, 15 и 16.
Појам „пустињски монотеизам” се понекад користи у сличне сврхе за упоређивање историјског контекста. Аврамовски или пустињски монотеизам је, у том контексту, теолошки комплекс низ заједничких претпостављених особина које ове религије (обично се мисли само на јудаизам, хришћанство и ислам) поседују, а које су, наводно, карактеристичне за њихово аврамовско наслеђе. Овај концепт је нарочито истраживао немачки теолог Карл Јозеф Кушел у својој књизи Спор око Аврама. Шта Јевреје, хришћане и муслимане дели, а шта уједињује?. Ипак, сам концепт „аврамовског монотеизма” врло често трпи фундаментални приговор да је управо лик Аврама у свакој од наведених религија узет како би се оне удаљиле, а не зближиле са осталим религијама које пледирају на аврамовско утемељење.
Лик Аврама је за Јевреје симбол њихове верске посебности, коју, према њима хришћанство није у стању да легитимно интерпретира и прихвати; за хришћанство, како је већ апостол Павле писао, у аврамовско наслеђе не спадају покоравање формалним нормама, него истинска вера. Ислам сматра да је Аврам био истински муслиман (посланик Божији), а да су јудаизам и хришћанство изневериле његову веру, коју је Мухамед обновио. Наиме, сви посланици који су до појаве Мухамеда преносили Божију посланицу народу — били су искључиво јевреји. И свака је тадашња посланица (вера) била упућена искључиво Израиљу, одн. Јеврејима. Тиме један просечан Африканац или Европљанин или Американац ако каже да је хришћанин он у ствари "краде" веру која је намењена искључиво Израиљу. Доласком Мухамеда он преноси посланицу своју коју је Свевишњи Господ предодредио не више само за Израиљ и Јевреје него за читав свет.